# Edifici di culto a Torino
Gli edifici di culto a Torino sono piuttosto numerosi. Nella stragrande maggioranza si tratta di chiese cattoliche.
Qui di seguito sono elencate le più importanti: l'elenco nella tabella è in ordine sparso, ma nelle successive sezioni si trovano elenchi in ordine alfabetico, ove ciascun edificio riporta, fra parentesi, il numero d'ordine corrispondente al medesimo nella tabella.

## Edifici di culto in Torino
| N. | Chiesa                                                              | Religione                                | Dedicato a:                                              | Indirizzo                                                           | Architetto/i                                                                       | Stile                                     | Anno inizio costr. | Anno fine costr. | Immagine |
| -- | ------------------------------------------------------------------- | ---------------------------------------- | -------------------------------------------------------- | ------------------------------------------------------------------- | ---------------------------------------------------------------------------------- | ----------------------------------------- | ------------------ | ---------------- | -------- |
| 1  | Duomo di San Giovanni                                               | Cattolica                                | San Giovanni Battista                                    | piazza San Giovanni                                                 | Amedeo di Francesco da Settignano                                                  | rinascimentale e barocco                  | 1491               | 1498             |          |
| 2  | Cappella della Sacra Sindone                                        | Cattolica                                | Sacra Sindone                                            | piazza San Giovanni                                                 | Carlo di Castellamonte, Amedeo di Castellamonte Bernardino Quadri, Guarino Guarini | barocco                                   | 1610               | 1680             |          |
| 3  | Chiesa di San Filippo Neri                                          | Cattolica                                | San Filippo Neri                                         | via Maria Vittoria ang. Via Accademia delle Scienze                 | Filippo Juvarra, Giuseppe Maria Talucchi                                           | barocco e neoclassico                     | 1675               | 1835             |          |
| 4  | Santuario della Consolata                                           | Cattolica                                | Madre della Consolazione                                 | piazza della Consolata                                              | Guarino Guarini, Filippo Juvarra e Carlo Ceppi                                     | barocco                                   | XVII secolo        | XVIII secolo     |          |
| 5  | Chiesa del Santo Volto                                              | Cattolica                                | Volto di Gesù                                            | via Borgaro                                                         | Mario Botta                                                                        | moderno                                   | 2004               | 2006             |          |
| 6  | Basilica di Superga                                                 | Cattolica                                | Maria Vergine                                            | Superga                                                             | Filippo Juvarra                                                                    | tardobarocco                              | 1717               | 1731             |          |
| 7  | Basilica del Corpus Domini                                          | Cattolica                                | Corpus Domini                                            | piazza Corpus Domini                                                | Ascanio Vitozzi, Amedeo di Castellamonte                                           | barocco                                   | 1607               | XVII secolo      |          |
| 8  | Basilica Mauriziana                                                 | Cattolica                                | Vera Croce                                               | via Milano 20                                                       | Carlo Emanuele Lanfranchi (?)                                                      | barocco                                   | XV secolo          | XVII secolo      |          |
| 9  | Santuario di Maria Ausiliatrice                                     | Cattolica                                | Maria Ausiliatrice                                       | via Maria Ausiliatrice                                              | Antonio Spezia                                                                     | neoclassico                               | 1865               | 1868             |          |
| 10 | Chiesa di San Carlo Borromeo                                        | Cattolica                                | San Carlo Borromeo                                       | piazza San Carlo                                                    | Maurizio Valperga (?), Ferdinando Caronesi                                         | barocco                                   | 1619               | 1834             |          |
| 11 | Chiesa di Santa Cristina                                            | Cattolica                                | Santa Cristina                                           | piazza San Carlo                                                    | Carlo di Castellamonte, Amedeo di Castellamonte, Filippo Juvarra                   | barocco                                   | 1640               | 1718             |          |
| 12 | Chiesa dello Spirito Santo                                          | Cattolica                                | Spirito Santo                                            | via Porta Palatina                                                  | Bernardino Quadri Giovanni Battista Feroggio                                       | barocco                                   | 1662               | 1775             |          |
| 13 | Chiesa di San Lorenzo                                               | Cattolica                                | San Lorenzo                                              | piazza Castello                                                     | Guarino Guarini                                                                    | barocco                                   | 1634               | 1680             |          |
| 14 | Chiesa della Santissima Annunziata                                  | Cattolica                                | Maria Annunziata                                         | via Po                                                              | Carlo Morello, Bernardo Vittone                                                    | barocco                                   | 1649               | 1934             |          |
| 15 | Chiesa dei Santi Martiri                                            | Cattolica                                | Santi martiri Avventore, Ottavio e Solutore              | via Garibaldi (angolo via Botero)                                   | Pellegrino Tibaldi                                                                 | barocco                                   | 1577               | 1711             |          |
| 16 | Chiesa della Gran Madre di Dio                                      | Cattolica                                | Maria, madre di Gesù                                     | piazza Gran Madre                                                   | Ferdinando Bonsignore                                                              | neoclassico                               | 1818               | 1831             |          |
| 17 | Chiesa di San Salvario                                              | Cattolica                                | Cristo Salvatore                                         | via Nizza 20                                                        | Amedeo di Castellamonte                                                            |                                           | 1646               | 1653             |          |
| 18 | Chiesa di Santa Maria di Piazza                                     | Cattolica                                | Maria, madre di Gesù                                     | via Santa Maria                                                     | Bernardo Vittone                                                                   | barocco e neoclassico (facciata)          | 1751               | 1752             |          |
| 19 | Chiesa di San Francesco d'Assisi                                    | Cattolica                                | San Francesco d'Assisi                                   | via San Francesco d'Assisi                                          | Bernardo Vittone e Mario Ludovico Quartini                                         | barocco                                   | 1608               |                  |          |
| 20 | Chiesa di San Francesco da Paola                                    | Cattolica                                | San Francesco da Paola                                   | via Po ang. Via San Francesco da Paola                              | Andrea Costaguta                                                                   | barocco                                   | 1632               | 1667             |          |
| 21 | Chiesa di San Domenico                                              | Cattolica                                | San Domenico                                             | via San Domenico ang. via Milano                                    |                                                                                    | gotico                                    | 1227               | XV secolo        |          |
| 22 | Chiesa della Madonna del Carmine                                    | Cattolica                                | Madonna del Carmine                                      | via del Carmine ang. via Bligny                                     | Filippo Juvarra                                                                    | barocco                                   | 1732               | 1736             |          |
| 23 | Chiesa della Madonna del Pilone                                     | Cattolica                                | Maria, madre di Gesù                                     | corso Casale 195                                                    |                                                                                    | barocco                                   | 1644               | 1645             |          |
| 24 | Chiesa di Santa Croce                                               | Cristiana Ortodossa                      | Santa Croce                                              | piazza Carlo Emanuele II                                            | Filippo Juvarra                                                                    | barocco                                   | 1718               | 1730             |          |
| 25 | Chiesa della Santissima Trinità                                     | Cattolica                                | Santissima Trinità                                       | via Garibaldi ang. via XX Settembre                                 | Ascanio Vitozzi                                                                    | barocco neoclassico (facciata)            | 1598               | 1606             |          |
| 26 | Chiesa di Santa Rita                                                | Cattolica                                | Santa Rita da Cascia                                     | piazza Santa Rita                                                   | Giulio Valotti                                                                     | neoromanico                               | 1928               | 1933             |          |
| 27 | Chiesa della Madonna degli Angeli                                   | Cattolica                                | Maria, madre di Gesù                                     | via Carlo Alberto ang. via Cavour                                   | ristrutturata da Carlo Ceppi                                                       |                                           | 1631               | 1904             |          |
| 28 | Chiesa di Santa Teresa                                              | Cattolica                                | Santa Teresa d'Ávila                                     | via Santa Teresa                                                    | Andrea Costaguta                                                                   | barocco                                   | 1642               | XVIII secolo     |          |
| 29 | Cappella dei Mercanti                                               | Cattolica                                |                                                          | via Garibaldi 25                                                    |                                                                                    | barocco                                   | 1680               | XVIII secolo     |          |
| 30 | Chiesa di San Dalmazzo                                              | Cattolica                                | San Dalmazzo                                             | via Garibaldi ang. Via delle Orfane                                 |                                                                                    | eclettico                                 | XI secolo          | 1885             |          |
| 31 | Chiesa di San Giuseppe                                              | Cattolica                                | San Giuseppe                                             | via Santa Teresa, tra via dei Mercanti e via San Francesco d'Assisi | Carlo Emanuele Lanfranchi                                                          | barocco                                   | 1683               | 1696             |          |
| 32 | Chiesa di San Tommaso                                               | Cattolica                                | San Tommaso                                              | via San Tommaso ang. via Pietro Micca                               | ristrutturata da Carlo Ceppi                                                       |                                           | 1447               | XIX secolo       |          |
| 33 | Chiesa di Sant'Agostino                                             | Cattolica                                | Sant'Agostino                                            | via Sant'Agostino ang. via Santa Chiara                             |                                                                                    | barocco                                   | 1551               | XX secolo        |          |
| 34 | Chiesa di San Massimo                                               | Cattolica                                | San Massimo                                              | via San Massimo ang. via Mazzini                                    | Carlo Sada                                                                         | neoclassico                               | 1845               | 1853             |          |
| 35 | Chiesa di San Rocco                                                 | Cattolica                                | San Rocco                                                | via San Francesco d'Assisi                                          | Francesco Lanfranchi Tommaso Beria                                                 | barocco                                   | 1667               | 1780             |          |
| 36 | Chiesa di Santa Giulia                                              | Cattolica                                | Santa Giulia                                             | piazza Santa Giulia                                                 | Giovanni Battista Ferrante                                                         | neogotico                                 | 1862               | 1866             |          |
| 37 | Chiesa di Santa Chiara                                              | Cattolica                                | Santa Chiara                                             | via Santa Chiara ang. via della Orfane                              | Bernardo Antonio Vittone                                                           | rococò                                    | 1745               |                  |          |
| 38 | Chiesa della Visitazione                                            | Cattolica                                | Visitazione della Beata Vergine Maria                    | via Arcivescovado ang. via XX Settembre                             | Francesco Lanfranchi                                                               | barocco                                   | 1657               | 1660             |          |
| 39 | Chiesa di San Gioacchino                                            | Cattolica                                | San Gioacchino                                           | c.so Giulio Cesare                                                  | Carlo Ceppi                                                                        | eclettico                                 | 1876               | 1882             |          |
| 40 | Chiesa di Gesù Nazareno                                             | Cattolica                                | Gesù                                                     | via Duchessa Jolanda 24 (piazza Luigi Martini)                      | Giuseppe Gallo                                                                     | neogotico                                 | 1904               | 1913             |          |
| 41 | Chiesa di Nostra Signora del Suffragio e Santa Zita                 | Cattolica                                | Maria, madre di Gesù                                     | via San Donato 33                                                   | Francesco Faà di Bruno                                                             | neoromanico                               | 1866               |                  |          |
| 42 | Chiesa di Santa Barbara                                             | Cattolica                                | Santa Barbara                                            | via Assarotti ang. Via Bertola                                      | Pietro Carrera                                                                     | eclettico                                 | 1867               | 1869             |          |
| 43 | Chiesa di Santa Pelagia                                             | Cattolica                                | Santa Pelagia                                            | via San Massimo 21                                                  | conte Nicolis di Robilant                                                          | barocco                                   | 1769               | 1782             |          |
| 44 | Chiesa di Nostra Signora della Salute                               | Cattolica                                | Maria, madre di Gesù                                     | via Vibò 24                                                         | Giovanni Angelo Reycend                                                            | neoromanico                               | 1895               | 1950             |          |
| 45 | Chiesa del Santo Sudario                                            | Cattolica                                | Santo Sudario                                            | via Piave ang. via San Domenico                                     | Ignazio Mazzone, Giovanni Battista Borra                                           | barocco                                   | 1734               | 1764             |          |
| 46 | Santa Maria al Monte dei Cappuccini                                 | Cattolica                                | Maria, madre di Gesù                                     | Monte dei Cappuccini                                                | Ascanio Vitozzi, Giacomo Soldati                                                   | tardo-rinascimentale, manierista, barocco | 1583               | 1656             |          |
| 47 | Tempio Valdese                                                      | Valdese                                  |                                                          | c.so Vittorio Emanuele II 23                                        | Luigi Formento                                                                     | neoromanico                               | 1851               | 1853             |          |
| 48 | Sinagoga di Torino                                                  | Ebraica                                  |                                                          | piazza Primo Levi                                                   | Enrico Petiti                                                                      |                                           | 1880               | 1884             |          |
| 49 | Chiesa di San Michele                                               | Cattolica di Rito bizantino              | San Michele                                              | via Giolitti ang. piazza Cavour                                     | Pietro Bonvicini                                                                   |                                           | 1784               | 1791             |          |
| 50 | Chiesa della Misericordia                                           | Cattolica                                | San Giovanni decollato                                   | via Barbaroux 41                                                    | conte Nicolis di Robilant Gaetano e Lorenzo Lombardi (facciata)                    |                                           | 1751               | 1828             |          |
| 51 | Chiesa di San Giovanni Evangelista                                  | Cattolica                                | San Giovanni evangelista                                 | c.so Vittorio Emanuele II                                           | Edoardo Arborio Mella                                                              | neoromanico                               | 1878               | 1882             |          |
| 52 | Chiesa dell'Immacolata Concezione                                   | Cattolica                                | Immacolata Concezione                                    | Via dell'Arsenale                                                   | Guarino Guarini                                                                    | barocco                                   | 1673               | 1697             |          |
| 53 | Chiesa della Crocetta                                               | Cattolica                                | Beata Vergine delle Grazie                               | c.so Einaudi ang. via Cassini                                       | Giuseppe Ferrari d'Orsara                                                          | barocco                                   | 1618               | XIX secolo       |          |
| 54 | Chiesa del Sacro Cuore di Maria                                     | Cattolica                                | Sacro cuore di Maria                                     | via Morgari 9                                                       | Carlo Ceppi                                                                        | neogotico, eclettico                      | 1889               | XX secolo        |          |
| 55 | Chiesa di San Secondo                                               | Cattolica                                | San Secondo                                              | via Magenta ang. via San Secondo                                    | Luigi Formento                                                                     | neogotico                                 | 1867               | 1882             |          |
| 56 | Chiesa della Visitazione di Maria Vergine e di San Barnaba          | Cattolica                                | Visitazione della Beata Vergine Maria                    | strada al Castello di Mirafiori, 42                                 |                                                                                    | barocco                                   | 1617               |                  |          |
| 57 | Chiesa di Maria Regina della Pace                                   | Cattolica                                | Maria, Regina della Pace                                 | Corso Giulio Cesare, 80                                             |                                                                                    | eclettico                                 | 1892               | 1901             |          |
| 58 | Santuario di Sant'Antonio di Padova                                 | Cattolica (Luterana a domeniche alterne) | Sant'Antonio da Padova                                   | via Sant'Antonio da Padova, 5                                       | Alberto Porta                                                                      | neogotico                                 | 1884               | 1887             |          |
| 59 | Chiesa di San Vito (Torino)                                         | Cattolica                                | Santi Vito, Modesto e Crescenzia                         | Strada comunale da San Vito a Revigliasco, 216                      |                                                                                    | barocco                                   | 1649               | XVIII secolo     |          |
| 60 | Chiesa della Santissima Annunziata delle Orfane                     | Cattolica (ad uso dei Greci Ortodossi)   | Santissima Annunziata, Natività di San Giovanni Battista | Via delle Orfane, 11                                                |                                                                                    | barocco                                   | XVI secolo         | XVI secolo       |          |
| 61 | Chiesa dell'Opera Pia Convalescenti (vecchia chiesa della Crocetta) | Cattolica                                | Beata Vergine delle Grazie                               | Via Marco Polo 7                                                    |                                                                                    | barocco                                   | 1618               | XVII secolo      |          |
| 62 | Chiesa dei Santi Pietro e Paolo                                     | Cattolica                                |                                                          | Largo Saluzzo                                                       | Carlo Velasco                                                                      | eclettico                                 | 1863               | 1865             |          |
| 63 | Chiesa dell'Immacolata Concezione e San Donato                      | Cattolica                                |                                                          | Via San Donato 21                                                   | Serena                                                                             | neogotico                                 | 1863               | 1869             |          |
| 64 | Chiesa del Santissimo Redentore (Parrocchia Russa di San Massimo)   | Cattolica (a uso dei Russi Ortodossi)    | Santissimo Redentore, San Massimo di Torino              | Strada Val San Martino 7                                            | Giuseppe Gallo                                                                     | eclettico                                 | 1893               | 1897             |          |
| 65 | Chiesa di San Bernardino                                            | Cattolica                                | Bernardino da Siena                                      | Via San Bernardino 11                                               | Giuseppe Gallo                                                                     | neogotico                                 | 1891               | 1901             |          |
| 66 | Chiesa dei Santi Angeli Custodi                                     | Cattolica                                | Angeli Custodi                                           | via san Quintino 37                                                 | Giuseppe Tonta                                                                     | eclettico                                 | 1884               | 1888             |          |
| 67 | Chiesa del Gesù Redentore                                           | Cattolica                                | Gesù Redentore                                           | Piazza Giovanni XXIII, 26 (Piazza Dante Livio Bianco)               | Nicola Mosso, Leonardo Mosso, Livio Norzi                                          | razionalista                              | 1955               | 1957             |          |
| 68 | Chiesa dell'Immacolata Concezione (Via Nizza 47)                    | Cattolica                                | Immacolata Concezione                                    | Via Nizza 47                                                        | Enrico Mottura                                                                     |                                           | inizio XX secolo   | inizio XX secolo |          |
| 69 | Chiesa della Visitazione (Piazza del Monastero)                     | Cattolica                                | Visitazione della Beata Vergine Maria                    | Piazza del Monastero                                                | Giovan Battista Ferrante                                                           | neogotico, eclettico                      | 1904               | 1905             |          |
| 70 | Chiesa di Sant'Alfonso Maria De' Liguori                            | Cattolica                                | Alfonso Maria de' Liguori                                | Via Netro, 1 Corso Alessandro Tassoni, 41/C – 43                    | Giuseppe Gallo                                                                     | neobarocco                                | 1896               | 1899             |          |
| 71 | Chiesa del Santissimo Nome di Gesù                                  | Cattolica                                | Santissimo Nome di Gesù                                  | Corso Regina Margherita, 70                                         | Carlo Maurizio Vigna                                                               | eclettico                                 | 1890               | 1894             |          |
| 72 | Chiesa di Gesù Adolescente                                          | Cattolica                                | Gesù Adolescente                                         | Via Emanuele Luserna di Rorà, 16                                    | Giulio Valotti                                                                     | eclettico                                 | 1922               | 1925             |          |
| 73 | Chiesa della Natività di Maria Vergine                              | Cattolica                                | Natività della Beata Vergine Maria                       | Via Bardonecchia, 157                                               | ignoto                                                                             | barocco                                   | 1710/1712          | XVIII sec.       |          |
| 74 | Chiesa di Gesù Buon Pastore                                         | Cattolica                                | Gesù Buon Pastore                                        | Via Matilde Serao, 30                                               | Mario Dellamora                                                                    | moderno                                   | 1958               | 1965             |          |
| 75 | Chiesa di San Giovanni Bosco                                        | Cattolica                                | Giovanni Bosco                                           | Via Paolo Sarpi, 117                                                | Giulio Valotti                                                                     | neoromanico                               | 1938               | 1941             |          |

## Edifici di culto in ordine alfabetico
Ad ogni edificio qui di seguito elencato è associato il numero progressivo corrispondente nella tabella precedente.

### Chiese cattoliche

#### Chiese dedicate a Santi
Chiesa di Sant'Agostino (23); Chiesa di Santa Barbara (41); Chiesa di San Carlo Borromeo (10); Chiesa di Santa Chiara (36); Chiesa di Santa Cristina (11); Chiesa di San Domenico (21); Chiesa di San Dalmazzo (29); Chiesa di San Gioacchino (38); Duomo di San Giovanni (1); Chiesa di Santa Giulia (35); Chiesa di San Giuseppe (30); Chiesa di San Filippo Neri (3); Chiesa di San Francesco d'Assisi (19); Chiesa di San Francesco da Paola (20); Chiesa di San Lorenzo (13); Chiesa dei Santi Martiri (15); Chiesa di San Massimo (33); Chiesa della Misericordia (49); Chiesa di Santa Pelagia (43); Chiesa dei Santi Pietro e Paolo (61);Chiesa di Santa Rita (26); Chiesa di San Rocco (34); Chiesa di Santa Teresa (28); Chiesa di San Tommaso (31); Chiesa di San Giovanni Bosco (75); Chiesa di San Giovanni Evangelista (50); Chiesa di San Secondo (54); Santuario di Sant'Antonio di Padova (57); Chiesa di San Vito (58), Chiesa ortodossa russa di San Massimo / Santissimo Redentore (63), Chiesa di San Bernardino da Siena (64), Chiesa dei Santi Angeli Custodi (65); Chiesa di Sant'Alfonso Maria De' Liguori (70).

#### Chiese dedicate alla Madonna
Chiesa della Madonna degli Angeli (27); Chiesa della Santissima Annunziata (14); Chiesa della Santissima Annunziata delle Orfane (60); Santuario di Maria Ausiliatrice (9); Chiesa dell'Immacolata Concezione (52); Santa Maria al Monte dei Cappuccini (45); Santuario della Consolata (4); Chiesa della Crocetta (52); Chiesa della Gran Madre di Dio (16), Chiesa della Madonna del Carmine (22); Chiesa di Santa Maria di Piazza (18); Chiesa della Madonna del Pilone (23); Chiesa di Nostra Signora della Salute (42); Chiesa di Nostra Signora del Suffragio (40); Chiesa del Sacro Cuore di Maria (53); Basilica di Superga (6); Chiesa della Visitazione (Centro) (38); Chiesa della Visitazione (Parella) (69); Chiesa della Natività di Maria Vergine a Pozzo Strada (73).

#### Altre chiese
Basilica del Corpus Domini (7); Chiesa di Santa Croce (24); Basilica Mauriziana o Chiesa della Croce (8); Chiesa di Gesù Nazareno (40); Chiesa di San Salvario (17); Chiesa dello Spirito Santo (12); Cappella della Sacra Sindone (2); Chiesa del Santo Sudario (44); Chiesa della Santissima Trinità (25); Chiesa del Santo Volto (5), Chiesa del Gesù Redentore (67); Chiesa del Santissimo Nome di Gesù (71); Chiesa di Gesù Adolescente (72).

### Edifici di culto non cattolico
Tempio Valdese (46); Tempio Israelitico (47); Chiesa Luterana (57).

### Architetti
Alla progettazione e realizzazione delle opere relative hanno contribuito architetti di chiara fama, fra i quali:
- Amedeo di Castellamonte (Cappella della Sacra Sindone, Basilica del Corpus Domini)
- Carlo di Castellamonte (Cappella della Sacra Sindone, Chiesa di Santa Cristina)
- Andrea Costaguta (Chiesa di San Francesco da Paola, Chiesa di Santa Teresa)
- Guarino Guarini (Cappella della Sacra Sindone, Santuario della Consolata, Chiesa di San Lorenzo)
- Filippo Juvarra (Basilica di Superga, Chiesa di San Filippo Neri, Santuario della Consolata, Chiesa di Santa Cristina, Chiesa della Madonna del Carmine)
- Filippo Giovanni Battista Nicolis di Robilant (Chiesa di Santa Pelagia, Chiesa della Misericordia)
- Bernardo Antonio Vittone (Chiesa della Santissima Annunziata, Chiesa di Santa Maria di Piazza, Chiesa di San Francesco d'Assisi, Chiesa di Santa Chiara, Cappella Anselmetti)
- Ascanio Vittozzi (Basilica del Corpus Domini, Chiesa della Santissima Trinità)
- Pietro Bonvicini (Chiesa di San Michele Arcangelo)
- Giuseppe e Bartolomeo Gallo (Chiesa di Gesù Nazareno, Chiesa di San Bernardino da Siena, Chiesa di Sant'Alfonso Maria De' Liguori)
- Giulio Valotti (Chiesa di Santa Rita, Chiesa di Gesù Adolescente, Chiesa di San Giovanni Bosco)
- Nicola Mosso (Chiesa del Gesù Redentore)

## Cimiteri
- Cimitero Monumentale (già Cimitero Generale): sito in Corso Novara, 135 (quartiere Regio Parco), è il primo cimitero di Torino per dimensioni; contiene anche un Tempio Crematorio e un Cimitero giudaico; vi sono numerosi monumenti funebri di personaggi famosi e di pregevole fattura
- Cimitero Parco (detto anche "cimitero del Gerbido"): costruito nel 1972 nella zona all'estremo sud di Torino, è il secondo cimitero di Torino per dimensioni
- Cimitero di Mirafiori: piccolo cimitero sito in corso Unione Sovietica 650, nella zona Sud di Torino
- Cimitero di Sassi: sito nell'omonima strada al n. 24
- Cimitero di Cavoretto: sito nell'omonimo borgo collinare
- Cimitero di Abbadia di Stura: sito in Strada di Settimo 307, nella zona nord

Erano inoltre presenti in Torino i cimiteri, ora non più in uso:
- Cimitero di San Pietro in Vincoli: sito nell'omonima via del borgo Aurora, fu il primo cimitero della città, costruito nel 1777 sui disegni dell'architetto Francesco Valeriano Dellala di Beinasco, a seguito del decreto del re Vittorio Amedeo III, che vietava l'inumazione dei defunti nelle chiese. Dismesso presto a causa delle dimensioni troppo esigue, venne chiuso nel 1829 e utilizzato poi per breve tempo come cimitero dei giustiziati, essendo situato molto vicino all'antica piazza della forca. Oggi è utilizzato come sede per eventi artistici e culturali.
- Cimitero del Lingotto: era sito in via Passo Buole, circa a metà strada fra le vie Pio VII e corso Unione Sovietica. Già inattivo da prima della seconda guerra mondiale, il terreno su cui sorgeva è oggi occupato dal parco Di Vittorio.
- Cimitero di Madonna di Campagna: nel quartiere omonimo, dove ora ci sono i giardini e la piscina di via Sospello.
- Cimitero di Lucento: nel quartiere omonimo, si trovava nell'isolato tra via Pianezza e via Valdellatorre, appena ad ovest di corso Lombardia. Al suo posto ci sono dei campi sportivi.
- Cimitero di Pozzo Strada: sul cui sito adesso c'è la Piscina Trecate, era in uso fino agli anni'50. Durante la Seconda Guerra Mondiale è stato bombardato.
- cimitero di San Lazzaro o della Rocca: Costruito poco dopo quello di San Pietro in Vincoli per gli stessi motivi, fu chiuso anch'esso nel 1829, per lasciar posto a un nuovo borgo.[3]